# Vrádište
Vrádište (Hongaars: Várköz, Duits: Hradisch bei Skalitz) is een Slowaakse gemeente in de regio Trnava, en maakt deel uit van het district Skalica.
Vrádište telt 682 inwoners.